# All Directions
All Directions è un album del gruppo musicale statunitense The Temptations, pubblicato dalla Gordy, un'etichetta discografica della Motown, nel 1972.
Il disco è prodotto da Norman Whitfield.

## Tracce

### Lato A
1. Funky Music Sho Nuff Turns Me On
2. Run Charlie Run
3. Papa Was a Rollin' Stone

### Lato B
1. Love Woke Me Up This Morning
2. I Ain't Got Nothin'
3. The First Time Ever (I Saw Your Face)
4. Mother Nature
5. Do Your Thing